# Vieusart
Vieusart is een dorp in Corroy-le-Grand, deelgemeente van de gemeente Chaumont-Gistoux in de Belgische provincie Waals-Brabant.
De plaats bestaat uit een paar gehuchten rond het Kasteel van Vieusart.

## Geschiedenis
De Ferrariskaart uit de jaren 1770 toont hier het kasteel, in een omvangrijk kasteelpark. Ten zuiden en westen toont de kaart een gehucht Vieux Sart.
De Atlas der Buurtwegen uit 1841 toont het oude Château de Vieux Sart, en geeft voor de bebouwing ten noorden van het kasteeldomein de gehuchtnaam Vieux Sart. Het gehucht ten westen van het kasteeldomein wordt hier als Neuf Sart aangeduid. De Vandermaelenkaart uit het midden van de 19de eeuw duidt dit laatste gehucht aan als Neuve Sart.
In 1858 werd een nieuw kasteel opgetrokken. In 1876 werden aan de zuidkant van het kasteelpark een kerk en pastorie opgetrokken. Eind 19de eeuw werd hier ook een schooltje gebouwd.

## Bezienswaardigheden
- De Sint-Martinuskerk (Église Saint-Martin) is een eclectisch bouwwerk met neoromaanse stijlkenmerken van 1876.
- Het Kasteel van Vieusart is een kasteel van 1858 in neorenaissancestijl. Het is gelegen in een park. Het kasteel werd gebouwd naar ontwerp van Jean-Pierre Cluysenaar. Op deze plaats stond ook al in de eeuwen ervoor een kasteel. Hortense de Dorlodot, dochter van de industrieel Eugène François de Dorlodot, en haar echtgenoot Martial Leclercq kochten het domein aan in 1854 en lieten vier jaar later het nieuwe kasteel bouwen.
- De Ferme de Villers of Ferme du Culot, een hoeve waarvan delen teruggaan tot de 18de eeuw
- Het oude poststation, uit de tweede helft van de 18de eeuw

## Natuur en landschap
Ten zuiden van Vieusart ontspringt de Pisselet. Vanuit het zuidwesten stroom hier een andere beek, de ri d'Ounayes in de Pisselet, die dan verder in noordelijke richting naar de Dijle stroomt. De hoogte aan de kerk bedraagt 114 meter.

## Nabijgelegen kerenen
Corroy-le-Grand, Gistoux, Dion-le-Mont, Louvain-la-Neuve
Deelgemeenten: Bonlez · Chaumont-Gistoux · Corroy-le-Grand · Dion-le-Mont · Dion-le-Val · Longueville

Overige plaatsen: Arnelle · Bas-Bonlez · Brocsous · Les Bruyères · Champtaine · Chaumont · Gistoux · Grippelotte · Inchebroux · Laid Burniau · Louvrange · Manypré · Ocquière · Roblet · Somville · Vieusart

Belgische gemeenten · Arrondissement Nijvel · Waals-Brabant · Wallonië